# فخار بن معد الموسوي
شمس الدين أبو علي فِخار بن مَعْد بن فخار بن معد بن أحمد الموسوي (ت. 630 هـ). رجل دين وفقيه ومُتكلّم وأديب ونسابة ومُؤرِّخ شيعي عراقي من مدينة الحلّة؛ وتتلمذ فيها في بادئ الأمر عند والده معد بن فخار الموسوي، ثم تتلمذ على يد ابن إدريس وبدأ يسير على نهجه، ثم هاجر إلى كربلاء، والنجف، والكوفة، وبغداد.
من أساتذته: ابن إدريس الحلي، وشاذان بن جبرئيل القمي، وحسن بن معية العلوي، ويحيى بن حسن بن بطريق الأسدي الحلي، وابن سكون الحلي، وقريش بن مهنا، وابن شهرآشوب المازندراني، ومحمد بن جعفر المشهدي، وعبد الحميد بن عبد الله العلوي الحسيني، وأبو الفضل بن الحسين الحلي.
وهو محل توثيق عند كثير من علماء الشيعة، ومنهم: محمد باقر المجلسي،(1) والحر العاملي،(2) وعباس القمي.(3)

## نسبه وذريته
هو: السَّيد شمس الدين أبو علي فِخار بن مَعْد بن فخار بن معد بن أحمد بن أبي القاسم محمد بن أبي الغنائم محمد بن الحسين شيتي بن محمد الحائري بن إبراهيم المجاب بن محمد العابد بن الإمام موسى الكاظم الهاشمي.
أعقب من البنين جلال الدين عبد الحميد، محدِّثٌ وراوٍ عند الشيعة الإماميَّة، أعقب عبد الحميد ولدًا اسمه علي، فقيه عالم. ومن ولده علي المرتضى والد الحسن الجبيلي الإحسائي البصري، الذي أعقب هبة الله جد محمد المهدي المشعشعي مؤسس الدولة المشعشعية.

## مؤلفاته
| - الحجة على الذاهب إلى تكفير أبي طالب. ذكر الكتاب آغا بزرگ الطهراني في الذريعة مُتردداً من حيث كون عنوانه حجة الذاهب إلى إيمان أبي طالب أو الحجة على الذاهب إلى كفر أبي طالب ، واحتمل احتمالاً ضعيفاً أن يكون الرد على الذاهب إلى كفر أبي طالب. إلا أن الاسم المشهور والذي طُبع به هو: الحجّة على الذاهب إلى كفر أبي طالب. | - الروضة في الفضائل والمعجزات. - المقباس في فضائل بني العباس. وقد استبعد الطهراني أن يكون هذا الكتاب من تأليف الموسوي؛ إلّا أنه في نفس الوقت احتمل أنّه كتبه تقيةً، وكذلك محسن الأمين، وقال الطهراني: ”بل هو الظاهر من شدّة ابتلائه بهم“. |

## وفاته
توفي في السابع عشر من شهر رمضان 630 هـ؛ ودُفن في كربلاء.

## الهوامش
- 1 - قال عنه المجلسي في بحار الأنوار وقال عنه: ”ألَّف السيد الفاضل السعيد شمس الدين أبو علي فخار بن معد الموسوي كتاباً في إثبات إيمان أبي طالب وأورد فيه أخباراً كثيرة من طرق الخاصة والعامة، وهو من أعاظم مُحدِّثينا، وداخلٌ في أكثر طرقنا“.[7]
- 2 - ذكره الحر العاملي في كتابه أمل الآمل في تراجم علماء جبل عامل قائلاً عنه: ”كان عالماً فاضلاً أديباً محدّثاً“.[8]
- 3 - ذكره عباس القمي في سفينة البحار وقال عنه: ”هو السيّد السند النسّابة العلّامة، شمس الدين أبو علي، فخار بن معد الموسوي، من أكابر مشايخنا العظام وأعاظم فقهائنا الكرام، الموصوف في التراجم والإجازات بكلّ جميل“.

### كتب
- أعيان الشيعة. محسن الأمين، طبع بيروت - لبنان، تاريخ الطبع مفقود، منشورات دار التعارف.
- معجم المؤلفين. عمر كحالة، طبع بيروت - لبنان، تاريخ الطبع مفقود، منشورات إحياء التراث العربي.
- الذريعة إلى تصانيف الشيعة. آغا بزرگ الطهراني، طبع بيروت - لبنان، تاريخ الطبع مفقود، منشورات دار الأضواء.

### إشارات مرجعية
1. 1 2 3 4 5 6 7 8 9  السيد فخار بن معد الموسوي / صاحب الحجة على الذاهب إلى تكفير أبي طالب [وصلة مكسورة] نسخة محفوظة 14 فبراير 2015 على موقع واي باك مشين.
2. 1 2 3 4 5 6 7 8 9  الحوزة العلمية [وصلة مكسورة] نسخة محفوظة 15 ديسمبر 2011 على موقع واي باك مشين.
3. 1 2 3 4 5  
كحالة، عمر. معجم المؤلفين - ج8. ص. 55. مؤرشف من الأصل في 2019-12-10.
4. 1 2 3 4 5 6  
الأمين، محسن. أعيان الشيعة - ج8. ص. 393. مؤرشف من الأصل في 2019-12-10.
5. ↑  
الطهراني، آغا بزرگ. الذريعة إلى تصانيف الشيعة - ج6. ص. 261. مؤرشف من الأصل في 2019-12-17.
6. ↑  
الطهراني، آغا بزرگ. الذريعة إلى تصانيف الشيعة - ج22. ص. 16. مؤرشف من الأصل في 2019-12-17.
7. ↑  
المجلسي، محمد باقر. بحار الأنوار الجامعة لدرر أخبار الأئمة الأطهار - ج35. ص. 108. مؤرشف من الأصل في 2019-12-10.
8. ↑  
العاملي، الحر. أمل الآمل في تراجم علماء جبل عامل - ج2. ص. 214. مؤرشف من الأصل في 2019-12-10.